# Phlegra dimentmani
Phlegra dimentmani är en spindelart som beskrevs av Prószynski 1998. Phlegra dimentmani ingår i släktet Phlegra och familjen hoppspindlar. Inga underarter finns listade i Catalogue of Life.